# Rajac
För andra betydelser, se Rajac (olika betydelser).

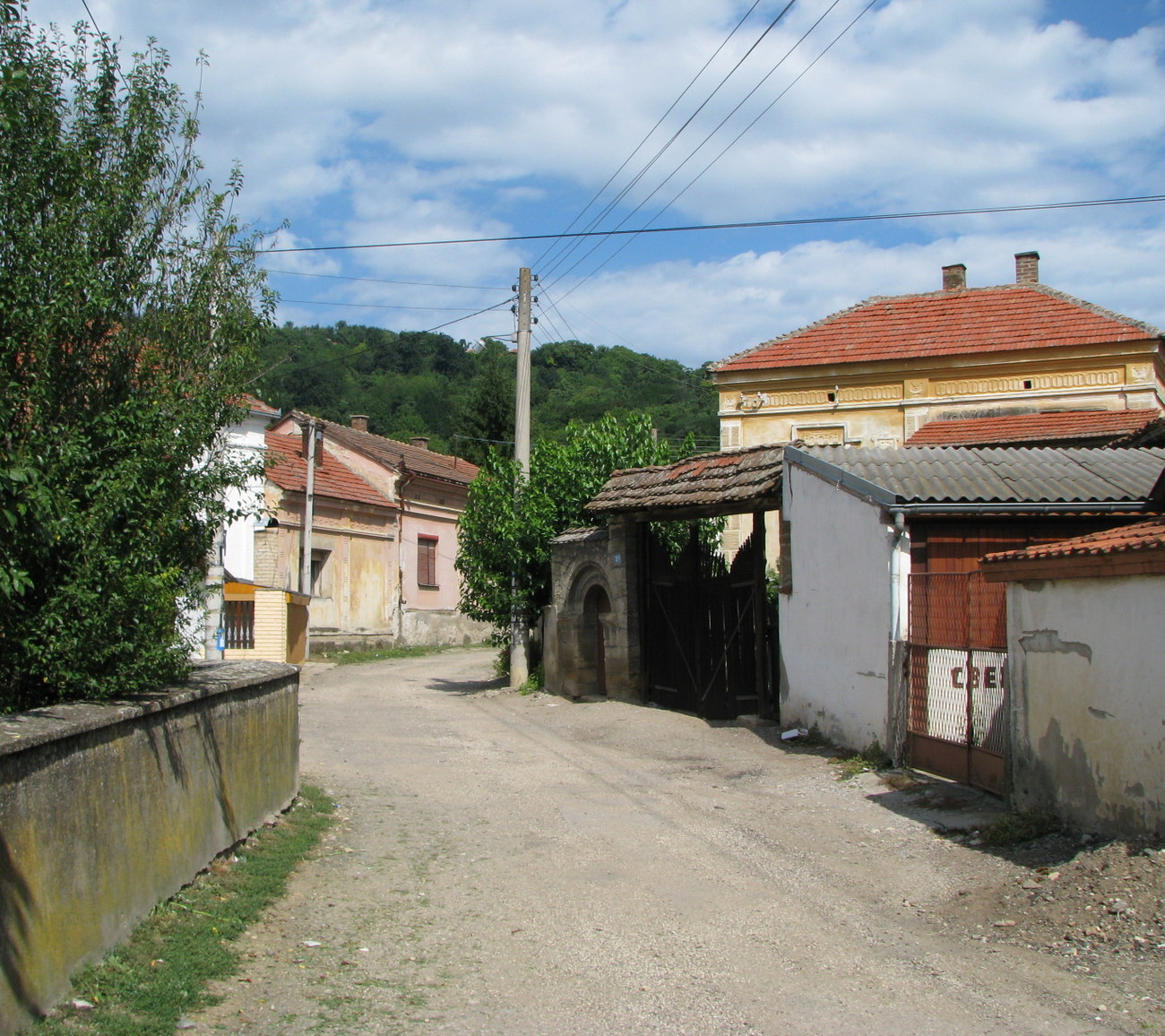
Huvudgata i byn

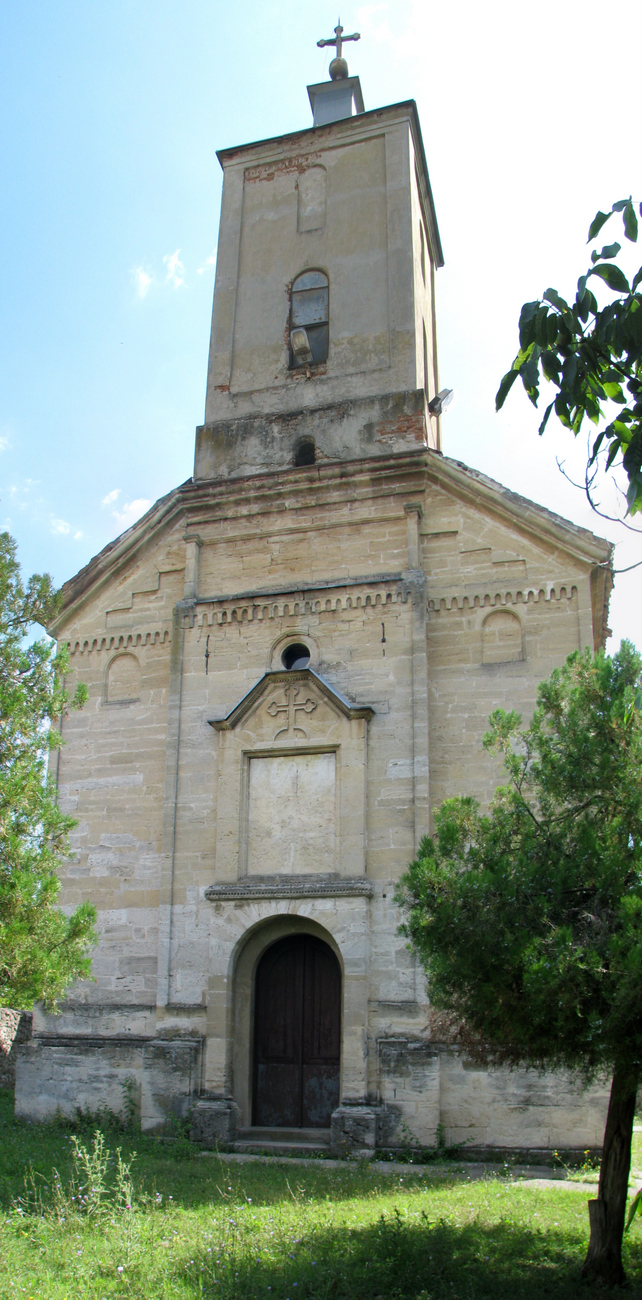

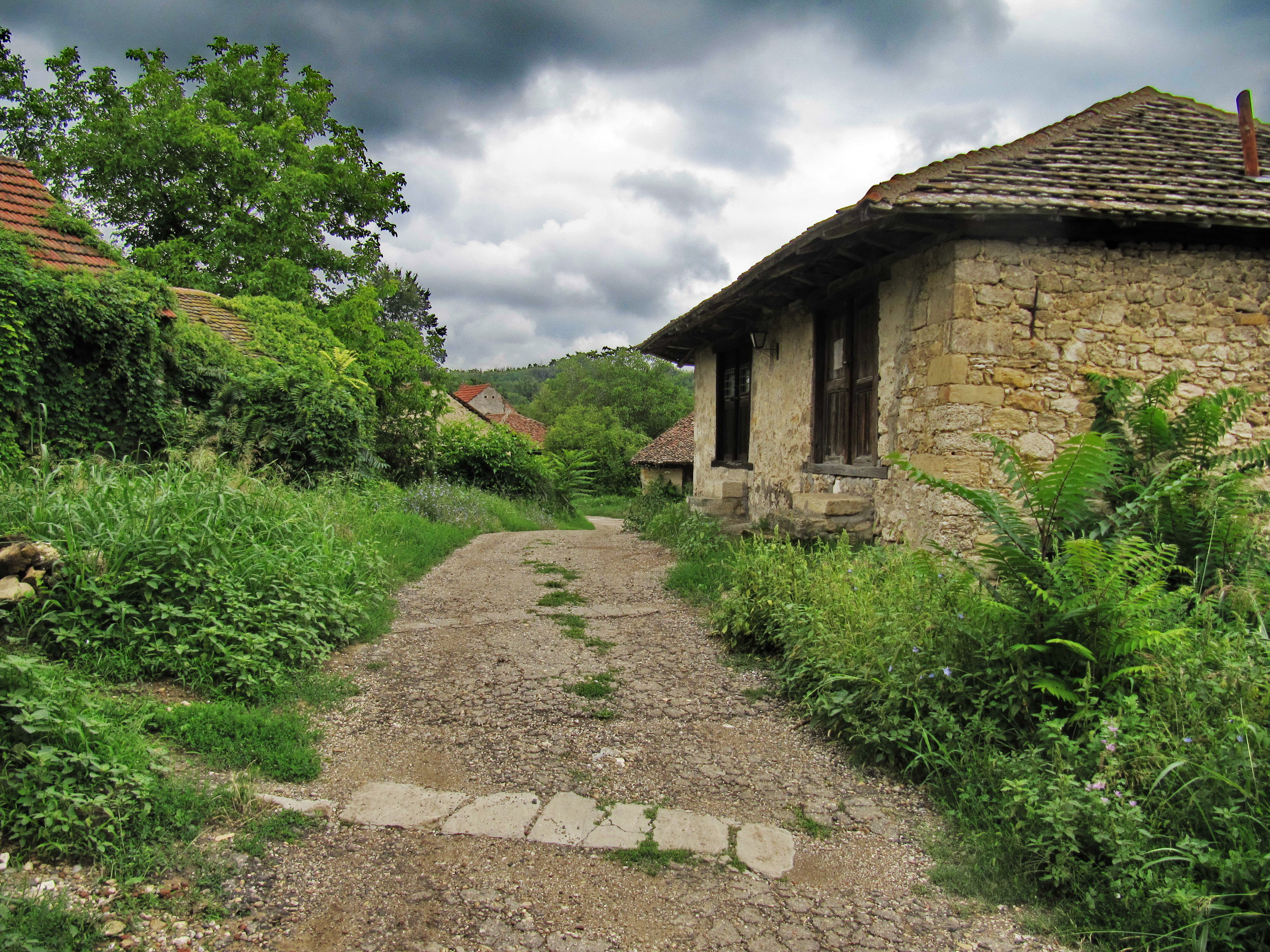

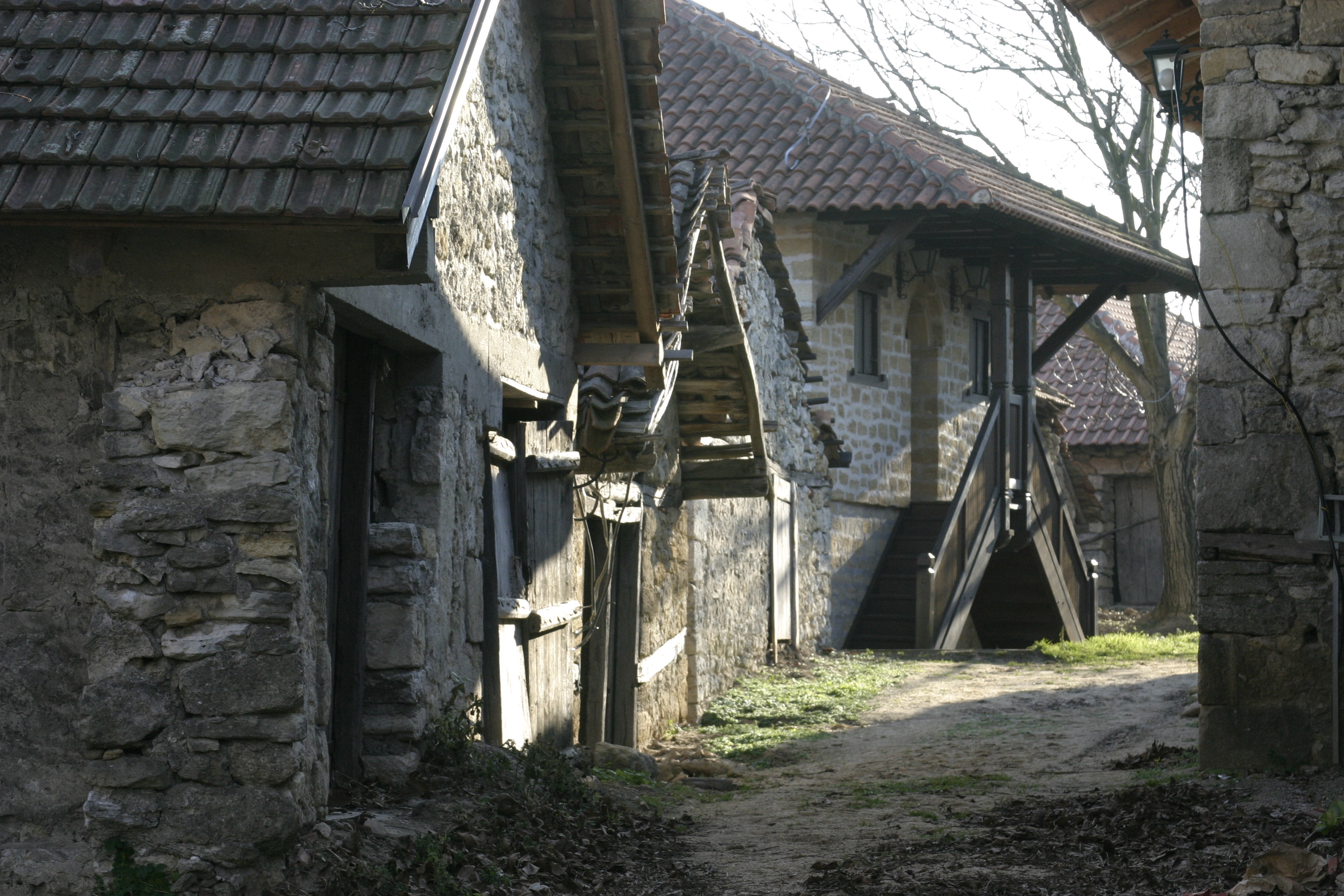
Vinbyn

Rajac (kyrilliska: Рајац) är en by med ungefär 300 hushåll beläget cirka 16 km från Negotin i sydöstra Serbien. 
Rajac är känt för sin tradition av vinodling längs med berget Staro brdo (= "Det gamla berget"). I denna lilla by har byborna sina vinkällare på berget invid sina vingårdar. Vinkällardelen av byn heter "Pivnice" eller "Pimnice" i folkmun. Rajac är känt för sina goda viner - främst röda(Game druvan) och även deras vita viner som Riesling och Chardonnay med sin spännande tradition kring vinodling. 
I Rajac finns två mindre affärer, och det finns "Bed & Breakfast" i byn.
Rajac har lidit stora ekonomiska förluster i och med de svåra tider som drabbat Serbien i stort, och de mindre jordbruksdistrikten i synnerhet. Detta har inneburit att infrastrukturen är eftersatt. Industrier i närheten (Prahovo) är mer eller mindre nedlagda.